# Paddy Moloney
Paddy Moloney (Donnycarney, Dublín, 1 de agosto de 1938-11 de octubre de 2021) fue un músico y productor discográfico irlandés, líder del grupo folk irlandés The Chieftains. Flautista y gaitero, maestro de la uilleann pipes, aprendió de otro gran intérprete: Leo Rowsome.

## Biografía
Nació en Donnycarney, un suburbio al norte de Dublín, en el seno de una familia de músicos. Su madre le compró su primer whistle de hojalata cuando tenía seis años, y comenzó a aprender a tocar el acordeón diatónico y el bodhrán. Con el maestro de gaitas Leo Rowsome aprendió a tocar la gaita irlandesa.
A finales de los años 1950, conoció a Seán Ó Riada, y años después se incorporó al grupo Ceoltóirí Chualann. En 1959, con Garech de Brun (anglicanizado como Garech Browne) creó el sello Claddagh Records.
Formó varios grupos con músicos a dúo y tríos, y en 1962 formó la banda que se convertiría en The Chieftains con Sean Potts y Michael Tubridy. The Chieftains se convirtió en uno de los grupos tradicionales irlandeses más conocidos del mundo, ganando seis premios Grammy y muchos otros premios.
Moloney y The Chieftains trabajaron con una amplia gama de artistas a lo largo de su larga carrera, haciendo apariciones especiales y contribuyendo a álbumes de Mike Oldfield, Ry Cooder, Marianne Faithful, Mick Jagger, Elvis Costello, Sinead O'Connor y Paul McCartney, con quien estuvo grabando el día del asesinato de John Lennon. En 1987 grabaron el aclamado álbum Irish Heartbeat con Van Morrison.
Moloney, que también tocaba el acordeón diatónico y el bodhrán, fue el principal compositor y arreglista de la música de The Chieftains y compuso para películas como Treasure Island (película de 1950), The Grey Fox, Braveheart, Gangs of New York y Barry Lyndon de Stanley Kubrick.
Estaba casado con la artista Rita O'Reilly y tenía tres hijos, Aonghus Moloney, Padraig Moloney y la actriz y productora Aedin Moloney.